# About a Girl (Canción de The Academy Is...)
«About a Girl» es el primer sencillo de The Academy Is ... de su tercer álbum de estudio, Fast Times at Barrington High. El sencillo llegó a las listas de éxitos en el # 88, por lo que es de la banda primera cartografía única y esta canción fue situado en el número 74 en la lista de los 100 mejores hits de 2008. MTV Latinoamérica Esta canción fue número 39 en la lista de las 100 mejores canciones de Rolling Stone de 2008.It se ha señalado que el coro comparte una melodía similar a la del sencillo de a-ha "Take on Me".

## Videoclip
El video de la gira simples alrededor de William Beckett y sus compañeros de banda en la escuela secundaria. Beckett tiene que hacer; que tiene a la chica, los amigos y la popularidad. Sin embargo, esto resulta ser solo un sueño; sus únicos amigos en la escuela son sus compañeros de banda y la chica (interpretado por el modelo estadounidense Brittany Moser) está en una relación con un jugador de fútbol del jockey. A lo largo del curso del vídeo, sueños Beckett de tener a la niña hasta que, finalmente, se abrazan y se marchan en lo que parece ser otro de sus sueños. Sin embargo, este sueño se revela como la de la niña, anhelando Beckett aunque atrapado en una relación con otro hombre (interpretado por el modelo masculino estadounidense James Ellis). Beckett y ella intercambian el contacto visual, la creación de un futuro posible para los dos.

## Posiciones
| Listas (2009)          | Posiciones |
| ---------------------- | ---------- |
| U.S. Billboard Hot 100 | 88         |

- Datos: Q4668601